# Papilio oenomaus
Espèce
Papilio oenomaus est une espèce de lépidoptères (papillons) de la famille des Papilionidae. L'espèce est endémique des petites îles de la Sonde en Indonésie. 